# Araneus colima
Araneus colima là một loài nhện trong họ Araneidae.
Loài này thuộc chi Araneus. Araneus colima được Herbert Walter Levi miêu tả năm 1991.